# نوربرت هوملت
نوربرت هوملت Norbert Hummelt (ولد في 1962 في نويس) هو شاعر ألماني. بصفة خاصة يكتب الشعر والمقالات ويعمل مترجما.
ولد هوملت في نويس في عام 1962 ودرس حتى عام 1990 علوم اللغتين الألمانية والإنجليزية وآدابهما في كولونيا. بدأ كمارسيل باير والذي عمل معه لفترة طويلة، شاعرا تجريبيا خلفا لرولف ديتر برينكمان وتوماس كلينج. بين عامي 1988 و 1992 ترأس ورشة كتاب كولونيا. تحول في عام 1997 مع ديوانه الثاني «رغبة في الغناء» singtrieb بشكل حاد إلى الأساليب التقليدية واقترب إلى تصورات الرومانتيكية.
عاش هوملت سنوات عدة في الأرض الجبلية ويعيش منذ عام 2006 في برلين. وهو يدرّس ضمن آخرين في معهد الأدب الألماني في لايبزج، وهو محرر مجلة «نص زائد نقد» Text + Kritik.

## جوائز حصل عليها
- جائزة الأدب التشجيعية من ولاية نوردراين فيستفالن 1995
- منحة رولف ديتر برينكمان الدراسية من مدينة كولونيا 1996
- جائزة موندزيه الشعرية 1998
- منحة هيرمان لينتس الدراسية 2000
- الجائزة الادبية من نيدرراين 2007

## دواوينه
- رغبة في الغناء 1993
- رسم في الثلج 2001
- منابع ساكنة 2004
- رقصة الموتى 2007